# Lingua twi
La lingua twi (pronuncia tɕɥi) è una lingua kwa parlata principalmente nel Ghana e in alcune zone della Costa d'Avorio. 
È una lingua tonale (i cui allofoni /n/ sono piuttosto complessi) parlata nel Ghana da circa 7 milioni di persone, soprattutto di etnia Akan e dei suoi sottogruppi come gli Ashanti, e in alcune aree della Costa d'Avorio vicine al confine con il Ghana. La fonetica della lingua twi comprende 10 vocali e 31 consonanti.
Possono essere definiti Twi o Akan i seguenti dialetti:
- Akuapem (o Akuapim Twi, Akuapem Twi, Akuapim, Akwapem Twi o Akwapi), usato ufficialmente, in quanto la prima traduzione in lingua twi della Bibbia è stata fatta in questo dialetto;
- Asante (o Ashanti Twi, Asante Twi, Ashanti, Ashante o Ashante Twi), il più parlato in pratica;
- Bono, (o Abron, Brong, o Bono Twi, parlato nella zona ovest del Ghana al confine con la Costa d'Avorio.

L'alfabeto, unificato solo nel 1978 dal Bureau of Ghana Languages per tutti i dialetti, è molto simile a quello latino, anche nella pronuncia, ad eccezione di alcune vocali, consonanti e dittonghi che corrispondono a particolari suoni.

## Classificazione
Per lo standard ISO 639-3 la lingua twi appartiene al macrolinguaggio Akan, assieme alla lingua fanti.